# Hardcore Justice 2012
Hardcore Justice 2012 è stata l'ottava edizione del pay-per-view prodotto dalla federazione Total Nonstop Action Wrestling (TNA). L'evento ha avuto luogo il 12 agosto 2012 presso la Impact Wrestling Zone di Orlando in Florida.

## Risultati
| # | Match                                                                | Stipulazioni                                                                            | Durata |
| - | -------------------------------------------------------------------- | --------------------------------------------------------------------------------------- | ------ |
| 1 | Chavo Guerrero e Hernandez hanno sconfitto Gunner e Kid Kash         | Tag team match                                                                          | 09:24  |
| 2 | Rob Van Dam ha sconfitto Mr. Anderson e Magnus                       | Falls Count Anywhere match per i 20 punti nella classifica della Bound for Glory Series | 09:14  |
| 3 | Devon (c) ha sconfitto Kazarian                                      | Single match per il titolo TNA Television Championship                                  | 08:33  |
| 4 | Madison Rayne ha sconfitto Miss Tessmacher (c)                       | Single match per il titolo TNA Women's Knockout Championship                            | 05:56  |
| 5 | Bully Ray ha sconfitto James Storm, Jeff Hardy e Robbie E            | Table match per i 20 punti nella classifica della Bound for Glory Series                | 13:45  |
| 6 | Zema Ion (c) ha sconfitto Kenny King                                 | Single match per il titolo TNA X Division Championship                                  | 11:06  |
| 7 | A.J. Styles ha sconfitto Christopher Daniels, Samoa Joe e Kurt Angle | Ladder match per i 20 punti nella classifica della Bound for Glory Series               | 16:22  |
| 8 | Austin Aries (c) ha sconfitto Bobby Roode                            | Last Chance match per il titolo TNA World Heavyweight Championship                      | 24:36  |
|   | (c) = campione in carica al momento dell'inizio del match.           |                                                                                         |        |